# Хутір-Михайлівський (станція)
Хутір-Михайлівський — вузлова залізнична дільнична станція 1-го класу Конотопської дирекції Південно-Західної залізниці на перетині магістралі Київ — Москва з частково розібраною магістраллю Орша — Донецьк (нині це дві локальні внутрішньодержавні лінії: закрита з 2014 року Хутір-Михайлівський — Чигинок та Хутір-Михайлівський — Есмань). Розташована в місті Хутір-Михайлівський Шосткинського району Сумської області.
До початку російського вторгнення в Україну, 24 лютого 2022 року, на станції діяв прикордонний пункт контролю «Хутір-Михайлівський», що контролював транспортні засоби, вантажі та осіб, які перетинали державний кордон України, а також митний пост «Хутір-Михайлівський» Глухівської митниці.
В середньому щомісяця митний пост пропускав понад 1 млн тонн вантажів. Через митний контроль в обох напрямках з України до Росії та зворотно проходило щомісяця не менше 700 тисяч пасажирів.
Відповідно до Постанови Кабінету Міністрів України від 18 грудня 2019 року № 1056 з 1 березня 2020 року громадяни України могли перетинати державний кордон України з Росією лише на підставі закордонного паспорту. 

## Історія
Станція відкрита у 1893 році, під час будівництва залізничної лінії Конотоп — Брянськ. До 1895 року мала назву Юрасівка.
У 1967 році станція електрифіковано у складі дільниці Брянськ — Хутір-Михайлівський.

## Пасажирське сполучення
- Міжнародне сполучення припинене з середини березня 2020 року, через пандемію розповсюдження COVID-19. До цього через станцію курсували пасажирські поїзди сполученням:
  - Кишинів — Москва;
  - Херсон / Миколаїв — Москва;
  - Львів / Ковель — Москва (з вагонами безпересадкового сполучення Хмельницький — Москва).
- У внутрішньому сполученні:[3]
  - регіональний електропоїзд № 813/814 Зернове — Київ — Фастів
  - пасажирський поїзд  № 327/328 Зернове — Суми (скасований з 18 березня 2020 року).
  - приміські електропоїзди Конотоп — Зернове.
  - дизель-поїзд Хутір-Михайлівський — Свеса — Есмань (узгоджений по станції Хутір-Михайлівський з електропоїздом до станції Конотоп).

З 10 лютого 2023 року «Укрзалізниця» призначила регіональний поїзд № 769/770 сполученням Хутір-Михайлівський — Київ — Тернопіль.
Станом на 2025 рік відсутнє пасажирське сполучення на станції через обстріли.